# かすみりさ
かすみ りさ（1984年5月31日 - ）は、日本の女優、AV女優。株式会社テスターからティーパワーズ所属。

## 略歴
2007年6月『新人×ギリギリモザイク NO.1 STYLE』でAVデビュー2011年6月から2012年1月まで SOD ACE専属。2011年12月、SOD大賞2011優秀女優賞受賞。
2011年6月30日、『おねだりマスカットDX!』を卒業、翌7月2日のコンサートを最後に、恵比寿マスカッツ･メンバーからも卒業した。
2023年時点では明確な引退作や引退宣言はしていないが、5年近く撮りおろしのAV作品はリリースしておらず、タレント業をメインとしている。

## 人物・エピソード
趣味・特技は、ショッピング・エレクトーン。2010年から「か素みりさ」と題してユーストリームで不定期生放送番組を放送している。AV女優専門キャバクラ「RedDragon」にも在籍している。

## 出演

### Vシネマ
- ヴァージンな関係（竹書房）（2009年4月）
- ヴァージンな関係2（竹書房）（2009年5月）

### TV
- おねがい!マスカット （2008年4月8日 - 2009年3月31日、テレビ東京）
- エロ生☆パラダイス　（2009年2月3日、GyaOジョッキー）
- おねだり!!マスカット （2009年4月6日 - 2010年3月29日、テレビ東京）
- 遠藤淳（2009年9月25日、テレビ東京）ゲスト出演
- キャンパスナイトフジ（2010年2月19日、3月12日フジテレビ）
- ちょいとマスカット!（2010年4月7日 - 2010年9月29日、テレビ東京）
- おねだりマスカットDX!（2010年10月6日 - 2011年6月29日、テレビ東京）
- めちゃ×2イケてるッ!（2010年10月9日、フジテレビ）
- ロンブー淳の一攫千金$ジャックポッド（2010年11月13日、日本テレビ）
- R60 スネークマンショー（2011年4月9日、WOWOW）…尼僧役
- 業界LOVE STORY~だからテレビはおもしろい~（2011年5月4日、東海テレビ）
- 24時間かすみレディオ（2012年8月11日-2012年8月12日 、エンタ!371）※27時間生放送
- 24時間かすみレディオの裏側（2012年9月 、エンタ!371）
- ビ〜チ9（2014年7月、テレビ埼玉）マンスリーゲスト出演

### ドラマ
- 特命係長 只野仁 シーズン4突入スペシャル、4thシーズン（2009年1月3日、2009年1月8日 - 2009年3月12日、テレビ朝日）サウナ従業員役
- 闇金ウシジマくん （2010年10月14日 - 2010年12月、毎日放送）…瑞樹役[3]
- 闇金ウシジマくん外伝 闇金サイハラさん 第8話 （2022年11月9日） - 瑞樹 役[4]

### ラジオ
- 成瀬心美とかすみりさの、もうすぐオトナ時間 (2016年9月29日 - 2017年3月23日、2017年10月6日 - 、TBSラジオ)

### 映画
- 巨乳ドラゴン 温泉ゾンビVSストリッパー5（2010年5月15日）[5]
- すべての女に嘘がある（2012年月28日、KU.RO.FU.NE PROJECT） - 優子役
- ＯＭＯＣＨＡ　オモチャ（2014年2月1日） - 凛 役[6]

## 作品

### アダルトビデオ
撮りおろし作品
2007年
- 新人×ギリギリモザイク NO.1 STYLE（2007年6月19日、エスワン）
- NO.1 STYLE×ギリギリモザイク 僕の彼女、かすみりさ（2007年7月19日、エスワン）
- NO.1 STYLE×ギリギリモザイク ネットリ濃厚セックス（2007年8月19日、エスワン）
- NO.1 STYLE×ギリギリモザイク 6つのコスチュームでパコパコ!（2007年9月19日、エスワン）
- NO.1 STYLE×ハイパー×ギリギリモザイク ハイパーギリギリモザイク（2007年10月19日、エスワン）
- NO.1 STYLE×ギリギリモザイク 妄想的特殊浴場 本指名 かすみりさ（2007年11月19日、エスワン）
- NO.1 STYLE×ギリギリモザイク 淫らな肉体（2007年12月19日、エスワン）

2008年
- NO.1 STYLE×ギリギリモザイク バコバコ乱交（2008年1月19日、エスワン）
- 完全限定生産×ハイモザver2.1 ハイパーギリギリモザイクMV（2008年2月19日、エスワン）
- NO.1STYLE×ギリギリモザイク 無限絶頂！激イカセFUCK（2008年3月19日、エスワン）
- NO.1STYLE×ギリギリモザイク セックスフレンド（2008年4月19日、エスワン）
- ギリギリモザイク 絶叫！ビッグマグナムFUCK（2008年5月19日、エスワン）
- NO.1STYLE×ギリモザ 20コスチュームでパコパコ!（2008年6月19日、エスワン）
- NO.1STYLE×ギリモザ 淫らな巨乳女教師 かすみりさ（2008年7月7日、エスワン）
- NO.1STYLE×ギリモザ 激しく乱れる欲情FUCK（2008年8月7日、エスワン）
- NO.1STYLE×ギリモザ 美しい痴女の接吻と性交（2008年9月7日、エスワン）
- NO.1STYLE×ギリモザ 繰り返す昇天、壮絶アクメ。（2008年10月7日、エスワン）
- E-BODY SPECIAL（2008年11月22日、E-BODY）
- NO.1STYLE×ギリモザ 夫の目の前で犯された若妻（2008年12月7日、エスワン）

2009年
- ギリモザ めぞんTSUBAKI S1女優と24時間セックスざんまい!（2009年1月7日、エスワン）
- NO.1STYLE×ギリモザ もっと激しく、激しく突いて（2009年2月7日、エスワン）
- クチビル★プレイ（2009年3月19日、ROOKIE）
- 空中レロレロ 超S級単体女優のエアキッス（2009年3月19日、ROOKIE）
- 4時間×NO.1STYLE×ギリモザ バコバコ風俗 NO.1指名（2009年4月19日、エスワン）
- NO.1STYLE×ギリモザ 騎乗位ハメ狂い（2009年5月19日、エスワン）
- プレミアム3周年記念特別作品 THE PREMIUM V.I.P（2009年6月7日、プレミアム）
- ギリモザ めぞんエスワン別館 イキまくり潮吹き大乱交（2009年6月19日、エスワン）
- NO.1STYLE×ギリモザ エスワンスペシャル（2009年7月7日、エスワン）
- NO.1STYLE×ギリモザ 長身美女と短小包茎男（2009年8月19日、エスワン）
- ギリモザ OLびんびん物語 誘惑編（2009年9月19日［DVD］/2009年10月1日［Blu-ray］、エスワン）
- NO.1STYLE×ギリモザ 隣のドスケベ若奥様（2009年10月7日、エスワン）
- THE PREMIUM V.I.P 未公開ソロFUCK×4&8P乱交プレミアム完全版（2009年10月7日、プレミアム）
- ギリモザ OLびんびん物語 凌辱編（2009年10月19日、エスワン）
- NO.1STYLE×ギリモザ 交わる体液、濃密セックス（2009年11月7日、エスワン）
- NO.1STYLE×ギリモザ 必殺!一撃顔射!（2009年12月7日、エスワン）

2010年
- 近親相姦 ～偏執愛の崩壊（2010年1月7日、エスワン）
- 男ヲ犯ス逆痴漢（2010年3月7日、エスワン）
- パンツの穴開きサセ子ちゃん（2010年4月19日、エスワン）
- 素人とハメちゃいました。（2010年5月19日、エスワン）
- 素人投稿（2010年6月19日、エスワン）
- 同じ顔の女 ～復讐レイプ（2010年7月19日、エスワン）
- SEX攻略DVD付き! 自信のないキミに脱童貞支援（2010年8月19日、エスワン）
- 竹内あい 佐山愛 かすみりさの超巨乳ソープ嬢 10周年4時間SP (2010年9月13日、MOODYZ)
- キモメン狩り（2010年10月19日、エスワン）
- 覗かれ趣味の痴女お姉さん（2010年11月19日、エスワン）
- 若義母レイプ 寝取ると決めたあの日から…（2010年12月7日、アタッカーズ）

2011年
- それは銀行で起こった…（1月7日、アタッカーズ）
- エスワン8時間Special（1月7日、エスワン）
- 隣人は綺麗でキス魔なお姉さん（2月1日、MOODYZ）
- 誘惑兄嫁（2月25日、マドンナ）
- 巨乳W女教師 ～極上BODYと夢の逆3P!～（3月13日、MOODYZ）
- 妻の妹 ～盗撮カメラが見た奔放な女の性～（3月25日、マドンナ）
- かすみりさが自宅に押しかけ童貞狩り。（4月13日、MOODYZ）
- 背徳の映画館凌辱 ～封切られた残酷なストーリー～（4月25日、マドンナ）
- ムーディーズ創立10周年記念 ムーディーズ×乱丸・コラボ企画 キマリすぎた身体（5月13日、MOODYZ）
- 女のカラダは歌って踊れる長身痴体で選ぶ。（5月13日、E-BODY）
- マジックミラー号がイク!!童貞クンいらっしゃい♥筆下ろし逆ナンパ（7月7日、SODクリエイト）
- かすみりさちゃんタオル一枚男湯入ってみませんか? HARD（8月20日、SODクリエイト）
- 中出し性感フルコース 3時間Special（9月22日、SOD ACE）
- オーガズム覚醒（10月20日、SOD ACE）
- ご奉仕萌えメイド 絡みつく特濃ベロチュー喫茶（11月19日、SOD ACE）
- 欲求不満の若妻は一度火が点いたら勃起チ○ポから手が離せない（12月22日、SOD ACE）

2012年
- 中出し女教師ペット（1月19日、SOD ACE）
- 学生時代の同級生に弄ばれた僕の妻（2月1日、DOC）
- 俺の‘セックスに消極的な妻’を寝取ってくれないか?（2月9日、IENERGY!）
- M男クンのアパートの鍵、貸します。（3月5日、Cobra）
- 狙われた妻 〜哀しみの条件〜（3月16日、MOMIJI）
- S級パーフェクトボディ×極太ディルド-調教絶頂エクスタシ-（3月19日、CROSS）
- 精子吸引バキュームフェラチオ（4月1日、IDEA POCKET）
- 「女の口は嘘をつく。」 雌女ANTHOLOGY #105（5月2日、AUDAZ）
- 鬼イカセ（5月11日、ECSTASY）
- THE PERFECT GAL-男を虜にする悩殺エロBODY-（5月19日、kira☆kira）
- 高級コールガール-乱れ狂う極上BODY（5月25日、美）
- 義父に犯されて… 美嫁いぢり（5月25日、Madonna）
- 毎朝、通勤電車で目が合う。即勃起してしまうくらい美系なお姉さんを尾行してみたら、中年オヤジにナンパされて発情してしまうようなド変態だったので、冴えないダメダメな僕も思い切って声をかけてみた!!!（6月7日、GARCON）
- 酔いつぶれた同僚に無言の制裁 りさ（6月8日、S級素人）
- 乳首快楽Men’sサロン ゾクゾクしながら…癒されたい（6月8日、DREAM TICKET）
- 潜入捜査官（6月8日、million）
- 義母奴隷（6月13日、溜池ゴロー）
- 本能剥き出し生中出しセックス（6月25日、Platina）
- クラス全員に犯された女教師（7月25日、ダスッ!）
- 絶対に手を出してはいけない相手が夜這いしてきた…さてどうする? 2（10月18日、アキノリ）
- すぐに破れるコンドーム×かすみりさ（10月26日、EROTICA）
- スタイル抜群な姉の友達にイジメられて何度も射精させられた。（12月5日、FD）

2013年
- 足裏パラダイス 3（1月24日、KEU）
- 奇跡のカラダ Special 4時間（4月12日、ケイ・エム・プロデュース）
- 美しき潜入捜査官集団レイプ輪姦 かすみりさ 椎名ゆな さとう遥希（6月13日、MOODYZ）
- 夢の超高級ハミ乳ハーレムエステサロン（6月14日、ケイ・エム・プロデュース）
- あなた、許して…。人妻の性感帯2（7月7日、エスワン）

2014年
- もしも時間を自由に止められたら… 2（11月28日、ケイ・エム・プロデュース）

### イメージビデオ
- X時間 エクスタシー 14（2008年7月25日、ゴマブックス）
- 新・女の秘湯 3D 東伊豆編（2010年7月28日、ヒューマンコミュニケーションズ）
- 新世界 かすみりさだからここまでします（2011年12月23日、UP）
- 新世界 2 さらに過激にかすみりさ（2012年3月23日、UP）
- 新世界feat.R18（2012年7月23日、UP）
- 24時間かすみレディオDVD-BOX 下巻(2013/01/16、ポニーキャニオン)・・・深夜のAV座談会、生あさだち♂テレビ、かすみのまんま後編、生かほのエチュード収録